# Illiberis cyanocera
Illiberis cyanocera es una especie de mariposa de la familia Zygaenidae.
Fue descrita científicamente por Hampson en 1892.